# Christine (Kentucky)
Pour les articles homonymes, voir Christine.
Christine est une zone non incorporée (Unincorporated community) du comté d'Adair dans le Kentucky.